# 男魂ロック
『男魂ロック』（おとこだまロック）は榎本智による日本の漫画作品。『週刊少年マガジン』2012年46号から2013年17号まで連載していた。

## あらすじ
学校一の問題児・赤枝明音は高校を行かないことを決意するが、本屋で会った城ヶ崎琴美に魅かれ、一転東京の名門・魁皇高校に進学する。一方、魁皇高校の周りには4つの不良高校があり、魁皇高校の生徒に危害を加えるなど問題になっている。これに対処すべく、赤枝と不良たちの戦いが始まる。

## 登場人物
赤枝 明音（あかえだ あきね）
本作の主人公。ケンカ無敗を誇る「返り血レッドキング」と呼ばれ、中学の頃から町の高校の不良にも恐れられている。
蒼崎の本屋の番をしていたところ来店した城ヶ崎に惚れ、偏差値82の名門・魁皇高校に進学することを決意する。
頭は滅法弱いが視力は6.0とよく、カンニングで魁皇高校に合格した。
中学までは横浜であったが、魁皇高校は東京であるため、蒼崎とともにアパート暮らしをしている。
蒼崎 光一（あおざき こういち）
赤枝の腐れ縁。家は本屋を経営している。学力優秀な上、ケンカも滅法強い。
赤枝にいつかケンカで勝つことを目標にしている。
赤枝と共に魁皇高校に進学、赤枝と同じクラスになる。
城ヶ崎 琴美（じょうがさき ことみ）
本作のヒロイン。本屋で赤枝に会った後、不良に絡まれたが赤枝に助けられる。
魁皇高校に進学し、赤枝と同じクラスになる。
黄瀬 秋葉（おうせ あきは）
赤枝のクラスメイト。魁皇高校を首席で合格した一方、不良たちによくからまれカツアゲされている。
最初赤枝を嫌っていたが、ある件をきっかけで仲良くなる。
桃井 良子（ももい りょうこ）
魁皇高校の生徒会長。魁皇高校の周りにある4つの不良高を駆逐するため、赤枝を利用する。

## 単行本
- 榎本智『男魂ロック』 講談社〈講談社コミックス〉、全3巻
  1. 2013年1月17日初版発行（2013年1月17日発売[講 1]）、ISBN 978-4-06-384803-8
  2. 2013年3月15日初版発行（2013年3月15日発売[講 2]）、ISBN 978-4-06-384832-8
  3. 2013年6月17日初版発行（2013年6月17日発売[講 3]）、ISBN 978-4-06-384869-4